# Familia Nintendo 3DS
La Familia Nintendo 3DS es una línea de videoconsolas portátiles desarrolladas y vendidas por Nintendo desde 2011. Sucedió a la Familia Nintendo DS. Durante su tiempo, la PlayStation Vita de Sony ha sido la competidora de mercado principal a la Familia Nintendo 3DS.
Hubo seis modelos en la Familia Nintendo 3DS: el original Nintendo 3DS y su variante Nintendo 3DS XL, el Nintendo 2DS, y el New Nintendo 3DS y su variante New Nintendo 3DS XL y el 27/04/2017 Nintendo sacó a la luz el New Nintendo 2DS XL. Similar a la Familia Nintendo DS, la cual ha sido altamente exitosa, la Familia Nintendo 3DS también ha sido exitosa, con más de 60 millones de unidades vendidas a partir de 2016.
El 17 de septiembre de 2020, Nintendo anunció el cese de producción de la New Nintendo 2DS XL, la única videoconsola de la Familia Nintendo 3DS que todavía se fabricaba.

## Comparación
| Consola                    | New Nintendo 2DS XL | New Nintendo 3DS XL | New Nintendo 3DS | Nintendo 2DS | Nintendo 3DS XL | Nintendo 3DS |
| Logotipo                   | | | | | | |
| -------------------------- | --- | --- | --- | --- | --- | --- |
| Imagen                     | | New Nintendo 3DS XL | New Nintendo 3DS | Nintendo 2DS | Nintendo 3DS XL | Nintendo 3DS |
| En producción              | Descontinuado | Descontinuado | Descontinuado | Descontinuado | Descontinuado | Descontinuado |
| Generación                 | Octava generación | Octava generación | Octava generación | Octava generación | Octava generación | Octava generación |
| Lanzamiento                | - AUS 15 de junio de 2017 - JP 13 de julio de 2017 - NA\|EU 28 de julio de 2017 | - JP 11 de octubre de 2014 - AUS 21 de noviembre de 2014 - NA\|EU 13 de febrero de 2015 | - JP 11 de octubre de 2014 - AUS 21 de noviembre de 2014 - EU 13 de febrero de 2015 - KOR 10 de septiembre de 2015 - NA 25 de septiembre de 2015 | - NA\|EU\|AU 12 de octubre de 2013 - KOR 7 de diciembre de 2013 - JP 7 de febrero de 2016 | - JP 28 de julio de 2012 - EU 28 de julio de 2012 - NA 19 de agosto de 2012 - AUS 23 de agosto de 2012 | - JP 26 de febrero de 2011 - EU 25 de marzo de 2011 - NA 27 de marzo de 2011 - AUS 31 de marzo de 2011 |
| Precio de lanzamiento      | US$199.99 | ¥18,900 US$199.99 A$249.99 €199.99 £179.99 A$249.00 | ¥16,000 US$219.99 A$219.95 €169.99 £149.99 | US$129.99 £109.99 A$149.95 | ¥18,900 US$199.99 €199.99 £179.99 A$249.95 | ¥25,000 US$249.99 €249.99 £209.99 A$349.95 |
| Precio actual              | Descontinuado | Descontinuado | Descontinuado | Descontinuado | Descontinuado | Descontinuado |
| Unidades vendidas          | En todo el mundo: 74.84 millones (31 de diciembre de 2018) | En todo el mundo: 74.84 millones (31 de diciembre de 2018) | En todo el mundo: 74.84 millones (31 de diciembre de 2018) | En todo el mundo: 74.84 millones (31 de diciembre de 2018) | En todo el mundo: 74.84 millones (31 de diciembre de 2018) | En todo el mundo: 74.84 millones (31 de diciembre de 2018) |
| Videojuego más vendido     | Mario Kart 7, 18.11 millones de unidades. (31 de diciembre de 2018) | Mario Kart 7, 18.11 millones de unidades. (31 de diciembre de 2018) | Mario Kart 7, 18.11 millones de unidades. (31 de diciembre de 2018) | Mario Kart 7, 18.11 millones de unidades. (31 de diciembre de 2018) | Mario Kart 7, 18.11 millones de unidades. (31 de diciembre de 2018) | Mario Kart 7, 18.11 millones de unidades. (31 de diciembre de 2018) |
| 3D activado                | No | Sí (profundidad ajustable con Super Stable 3D) | Sí (profundidad ajustable con Super Stable 3D) | No | Sí (profundidad ajustable) | Sí (profundidad ajustable) |
| Pantalla                   | 4.88 in (124 mm) | Autoestereoscópica (3D) 4.88 in (124 mm) | Autoestereoscópica (3D) 3.88 in (99 mm) | 3.52 in (90 mm) | Autoestereoscópica (3D) 4.88 in (124 mm) | Autoestereoscópica (3D) 3.53 in (90 mm) |
| Pantalla                   | Superior: 800 × 240 px (400 × 240 WQVGA por ojo) | | | | | |
| Pantalla                   | Inferior: 320 × 240 QVGA | | | | | |
| Pantalla                   | aproximadamente 16,77 millones de colores | | | | | |
| Pantalla                   | 5 niveles de brillo y ajuste de brillo automático | 5 niveles de brillo y ajuste de brillo automático | 5 niveles de brillo y ajuste de brillo automático | 5 niveles de brillo | 5 niveles de brillo | 5 niveles de brillo |
| Procesador                 | 804 MHz quad-core ARM11 y 134 MHz single-core ARM9 | 804 MHz quad-core ARM11 y 134 MHz single-core ARM9 | 804 MHz quad-core ARM11 y 134 MHz single-core ARM9 | 268 MHz dual-core ARM11 y 134 MHz single-core ARM9 | 268 MHz dual-core ARM11 y 134 MHz single-core ARM9 | 268 MHz dual-core ARM11 y 134 MHz single-core ARM9 |
| Gráficos                   | 466 MHz Digital Media Professionals PICA200 | 466 MHz Digital Media Professionals PICA200 | 466 MHz Digital Media Professionals PICA200 | 133 MHz Digital Media Professionals PICA200 | 133 MHz Digital Media Professionals PICA200 | 133 MHz Digital Media Professionals PICA200 |
| Memoria                    | 256 MB FCRAM @ 6.4GB/s (64 MB Reservado para SO) | 256 MB FCRAM @ 6.4GB/s (64 MB Reservado para SO) | 256 MB FCRAM @ 6.4GB/s (64 MB Reservado para SO) | 128 MB FCRAM @ 3.2GB/s (32 MB Reservado para SO) | 128 MB FCRAM @ 3.2GB/s (32 MB Reservado para SO) | 128 MB FCRAM @ 3.2GB/s (32 MB Reservado para SO) |
| Cámara                     | Uno que da al frente y dos orientados hacia el exterior 0.3 MP sensores (VGA) La luz infrarroja del LED hacia el usuario | Uno que da al frente y dos orientados hacia el exterior 0.3 MP sensores (VGA) La luz infrarroja del LED hacia el usuario | Uno que da al frente y dos orientados hacia el exterior 0.3 MP sensores (VGA) La luz infrarroja del LED hacia el usuario | Uno que da al frente y dos orientados hacia el exterior 0.3 MP sensores (VGA) | Uno que da al frente y dos orientados hacia el exterior 0.3 MP sensores (VGA) | Uno que da al frente y dos orientados hacia el exterior 0.3 MP sensores (VGA) |
| Almacenamiento             | Incluido 4 GB MicroSD Card (Ampliable hasta 128 GB a través de ranura para tarjetas microSD/SDHC) | Incluido 4 GB MicroSD Card (Ampliable hasta 128 GB a través de ranura para tarjetas microSD/SDHC) | Incluido 4 GB MicroSD Card (Ampliable hasta 128 GB a través de ranura para tarjetas microSD/SDHC) | Incluido 4 GB SD Card (ampliable hasta 128 GB a través de tarjetas SDHC/SD/SDXC) | Incluido 4 GB SD Card (ampliable hasta 128 GB a través de tarjetas SDHC/SD/SDXC) | Incluido 2 GB SD Card (ampliable hasta 128 GB a través de tarjetas SDHC/SD/SDXC) |
| Medios físicos             | Nintendo 3DS Game Card (1-8 GB) Nintendo DSi Game Card (8-512 MB) Nintendo DS Game Card (8-512 MB) | Nintendo 3DS Game Card (1-8 GB) Nintendo DSi Game Card (8-512 MB) Nintendo DS Game Card (8-512 MB) | Nintendo 3DS Game Card (1-8 GB) Nintendo DSi Game Card (8-512 MB) Nintendo DS Game Card (8-512 MB) | Nintendo 3DS Game Card (1-8 GB) Nintendo DSi Game Card (8-512 MB) Nintendo DS Game Card (8-512 MB) | Nintendo 3DS Game Card (1-8 GB) Nintendo DSi Game Card (8-512 MB) Nintendo DS Game Card (8-512 MB) | Nintendo 3DS Game Card (1-8 GB) Nintendo DSi Game Card (8-512 MB) Nintendo DS Game Card (8-512 MB) |
| Controles de entrada       | - Cruceta - Palanca analógica - Analog nub (C-stick) - A B X Y, L R, ZL ZR, y botones Start Select - Botón 🏠︎ - Pantalla táctil - Micrófono - Cámara - Sensor de movimiento - Sensor giroscópico | - Cruceta - Palanca analógica - Analog nub (C-stick) - A B X Y, L R, ZL ZR, y botones Start Select - Botón 🏠︎ - Pantalla táctil - Micrófono - Cámara - Sensor de movimiento - Sensor giroscópico | - Cruceta - Palanca analógica - Analog nub (C-stick) - A B X Y, L R, ZL ZR, y botones Start Select - Botón 🏠︎ - Pantalla táctil - Micrófono - Cámara - Sensor de movimiento - Sensor giroscópico | - Cruceta - Palanca analógica (2 × con Circle Pad Pro) - A B X Y, L R (botones ZL y ZR solo con accesorio de Circle Pad Pro), y botones Start Select - Botón 🏠︎ - Botón Home - Pantalla táctil - Micrófono - Cámara - Switch inalámbrico (3DS y 3DS XL solo) - Sensor de movimiento - Sensor giroscópico | - Cruceta - Palanca analógica (2 × con Circle Pad Pro) - A B X Y, L R (botones ZL y ZR solo con accesorio de Circle Pad Pro), y botones Start Select - Botón 🏠︎ - Botón Home - Pantalla táctil - Micrófono - Cámara - Switch inalámbrico (3DS y 3DS XL solo) - Sensor de movimiento - Sensor giroscópico | - Cruceta - Palanca analógica (2 × con Circle Pad Pro) - A B X Y, L R (botones ZL y ZR solo con accesorio de Circle Pad Pro), y botones Start Select - Botón 🏠︎ - Botón Home - Pantalla táctil - Micrófono - Cámara - Switch inalámbrico (3DS y 3DS XL solo) - Sensor de movimiento - Sensor giroscópico |
| Batería                    | Batería de iones de litio de 1700 mAh - 3.5–7 horas (determinado por el brillo de la pantalla, Wi-Fi, volumen del sonido, y el efecto 3D) | Batería de 1400 mAh de iones de litio - 3.5–6 horas (determinado por el brillo de la pantalla, Wi-Fi, volumen del sonido, y el efecto 3D) | Batería de 1300 mAh de iones de litio - 3.5–5.5 horas (determinado por el brillo de la pantalla, Wi-Fi, volumen del sonido, y el efecto 3D) | Batería de 1750 mAh de iones de litio - 3.5–6.5 horas (determinado por el brillo de la pantalla, Wi-Fi, volumen del sonido, y el efecto 3D) | Batería de 1300 mAh de iones de litio - 3–5 horas (determinado por el brillo de la pantalla, Wi-Fi, volumen del sonido, y el efecto 3D) | |
| Batería                    | 7–12 horas para el modo de compatibilidad DS | 6.5–10.5 horas para el modo de compatibilidad DS | 5–9 horas para el modo de compatibilidad DS | 6–10 horas para el modo de compatibilidad DS | 5–8 horas para el modo de compatibilidad DS | |
| Conectividad               | - 802.11b/g integrado - transmisor-receptor IR | - 802.11b/g integrado - transmisor-receptor IR | - 802.11b/g integrado - transmisor-receptor IR | - 802.11b/g integrado - transmisor-receptor IR | - 802.11b/g integrado - transmisor-receptor IR | - 802.11b/g integrado - transmisor-receptor IR |
| Stylus                     | 86 mm (3,4 plg) long | 76,5 mm (3 plg) long | 96 mm (3,8 plg) long | 96 mm (3,8 plg) long | Extendable up to 100 mm (3,9 plg) long | |
| Peso                       | 329 gramos (11,6 oz) | 253 gramos (8,9 oz) | 260 gramos (9,2 oz) | 336 gramos (11,9 oz) | 235 gramos (8,3 oz) | |
| Dimensiones                | 160 mm (6,3 plg) W 93,5 mm (3,7 plg) D 21,5 mm (0,8 plg) H | 142 mm (5,6 plg) W 80,6 mm (3,2 plg) D 21,6 mm (0,9 plg) H | 144 mm (5,7 plg) W 127 mm (5 plg) D 20,3 mm (0,8 plg) H | 156 mm (6,1 plg) W 93 mm (3,7 plg) D 22 mm (0,9 plg) H | 134 mm (5,3 plg) W 74 mm (2,9 plg) D 22 mm (0,9 plg) H | |
| Servicios en línea         | Nintendo Network - Nintendo eShop (descontinuado) - Miiverse (descontinuado) - Nintendo Video (descontinuado) - Correo Nintendo (Nintendo Letter Box en la región PAL) (ahora descontinuado) - StreetPass - Plaza Mii de StreetPass (los jugadores locales y en línea se reúnen) - SpotPass - Navegador de Internet | Nintendo Network - Nintendo eShop (descontinuado) - Miiverse (descontinuado) - Nintendo Video (descontinuado) - Correo Nintendo (Nintendo Letter Box en la región PAL) (ahora descontinuado) - StreetPass - Plaza Mii de StreetPass (los jugadores locales y en línea se reúnen) - SpotPass - Navegador de Internet | Nintendo Network - Nintendo eShop (descontinuado) - Miiverse (descontinuado) - Nintendo Video (descontinuado) - Correo Nintendo (Nintendo Letter Box en la región PAL) (ahora descontinuado) - StreetPass - Plaza Mii de StreetPass (los jugadores locales y en línea se reúnen) - SpotPass - Navegador de Internet | Nintendo Network - Nintendo eShop (descontinuado) - Miiverse (descontinuado) - Nintendo Video (descontinuado) - Correo Nintendo (Nintendo Letter Box en la región PAL) (ahora descontinuado) - StreetPass - Plaza Mii de StreetPass (los jugadores locales y en línea se reúnen) - SpotPass - Navegador de Internet | Nintendo Network - Nintendo eShop (descontinuado) - Miiverse (descontinuado) - Nintendo Video (descontinuado) - Correo Nintendo (Nintendo Letter Box en la región PAL) (ahora descontinuado) - StreetPass - Plaza Mii de StreetPass (los jugadores locales y en línea se reúnen) - SpotPass - Navegador de Internet | Nintendo Network - Nintendo eShop (descontinuado) - Miiverse (descontinuado) - Nintendo Video (descontinuado) - Correo Nintendo (Nintendo Letter Box en la región PAL) (ahora descontinuado) - StreetPass - Plaza Mii de StreetPass (los jugadores locales y en línea se reúnen) - SpotPass - Navegador de Internet |
| Aplicaciones preinstaladas | - Información sobre salud y seguridad - Tarjeta de juego Nintendo 3DS/DS - Cámara de Nintendo 3DS - Nintendo 3DS Sound - Nintendo eShop - Editor de Mii - Juegos RA - Atrapacaras - Registro de Actividad - Nintendo Zone (descontinuado) - Nintendo Video - Correo Nintendo - Eurosport (solo en la región PAL) - Netflix (con suscripción de pago) - YouTube - Hulu Plus (con suscripción de pago y solo en Estados Unidos) - Modo Descarga - Configuración de la consola - Cuaderno de juego - Lista de amigos - Notificaciones - Navegador de internet | - Información sobre salud y seguridad - Tarjeta de juego Nintendo 3DS/DS - Cámara de Nintendo 3DS - Nintendo 3DS Sound - Nintendo eShop - Editor de Mii - Juegos RA - Atrapacaras - Registro de Actividad - Nintendo Zone (descontinuado) - Nintendo Video - Correo Nintendo - Eurosport (solo en la región PAL) - Netflix (con suscripción de pago) - YouTube - Hulu Plus (con suscripción de pago y solo en Estados Unidos) - Modo Descarga - Configuración de la consola - Cuaderno de juego - Lista de amigos - Notificaciones - Navegador de internet | - Información sobre salud y seguridad - Tarjeta de juego Nintendo 3DS/DS - Cámara de Nintendo 3DS - Nintendo 3DS Sound - Nintendo eShop - Editor de Mii - Juegos RA - Atrapacaras - Registro de Actividad - Nintendo Zone (descontinuado) - Nintendo Video - Correo Nintendo - Eurosport (solo en la región PAL) - Netflix (con suscripción de pago) - YouTube - Hulu Plus (con suscripción de pago y solo en Estados Unidos) - Modo Descarga - Configuración de la consola - Cuaderno de juego - Lista de amigos - Notificaciones - Navegador de internet | - Información sobre salud y seguridad - Tarjeta de juego Nintendo 3DS/DS - Cámara de Nintendo 3DS - Nintendo 3DS Sound - Nintendo eShop - Editor de Mii - Juegos RA - Atrapacaras - Registro de Actividad - Nintendo Zone (descontinuado) - Nintendo Video - Correo Nintendo - Eurosport (solo en la región PAL) - Netflix (con suscripción de pago) - YouTube - Hulu Plus (con suscripción de pago y solo en Estados Unidos) - Modo Descarga - Configuración de la consola - Cuaderno de juego - Lista de amigos - Notificaciones - Navegador de internet | - Información sobre salud y seguridad - Tarjeta de juego Nintendo 3DS/DS - Cámara de Nintendo 3DS - Nintendo 3DS Sound - Nintendo eShop - Editor de Mii - Juegos RA - Atrapacaras - Registro de Actividad - Nintendo Zone (descontinuado) - Nintendo Video - Correo Nintendo - Eurosport (solo en la región PAL) - Netflix (con suscripción de pago) - YouTube - Hulu Plus (con suscripción de pago y solo en Estados Unidos) - Modo Descarga - Configuración de la consola - Cuaderno de juego - Lista de amigos - Notificaciones - Navegador de internet | - Información sobre salud y seguridad - Tarjeta de juego Nintendo 3DS/DS - Cámara de Nintendo 3DS - Nintendo 3DS Sound - Nintendo eShop - Editor de Mii - Juegos RA - Atrapacaras - Registro de Actividad - Nintendo Zone (descontinuado) - Nintendo Video - Correo Nintendo - Eurosport (solo en la región PAL) - Netflix (con suscripción de pago) - YouTube - Hulu Plus (con suscripción de pago y solo en Estados Unidos) - Modo Descarga - Configuración de la consola - Cuaderno de juego - Lista de amigos - Notificaciones - Navegador de internet |
| Bloqueo regional           | Sí | Sí | Sí | Sí | Sí | Sí |
| Retrocompatibilidad        | Tarjetas de juego - Nintendo DS/DSi Solo descargable - DSiWare - Consola Virtual - Game Boy - Game Boy Color - Game Boy Advance (solo Nintendo 3DS Ambassadors) - Game Gear - Nintendo Entertainment System - PC Engine (solo en Japón) - Super Nintendo (solo los modelos New Nintendo 3DS) | Tarjetas de juego - Nintendo DS/DSi Solo descargable - DSiWare - Consola Virtual - Game Boy - Game Boy Color - Game Boy Advance (solo Nintendo 3DS Ambassadors) - Game Gear - Nintendo Entertainment System - PC Engine (solo en Japón) - Super Nintendo (solo los modelos New Nintendo 3DS) | Tarjetas de juego - Nintendo DS/DSi Solo descargable - DSiWare - Consola Virtual - Game Boy - Game Boy Color - Game Boy Advance (solo Nintendo 3DS Ambassadors) - Game Gear - Nintendo Entertainment System - PC Engine (solo en Japón) - Super Nintendo (solo los modelos New Nintendo 3DS) | Tarjetas de juego - Nintendo DS/DSi Solo descargable - DSiWare - Consola Virtual - Game Boy - Game Boy Color - Game Boy Advance (solo Nintendo 3DS Ambassadors) - Game Gear - Nintendo Entertainment System - PC Engine (solo en Japón) - Super Nintendo (solo los modelos New Nintendo 3DS) | Tarjetas de juego - Nintendo DS/DSi Solo descargable - DSiWare - Consola Virtual - Game Boy - Game Boy Color - Game Boy Advance (solo Nintendo 3DS Ambassadors) - Game Gear - Nintendo Entertainment System - PC Engine (solo en Japón) - Super Nintendo (solo los modelos New Nintendo 3DS) | Tarjetas de juego - Nintendo DS/DSi Solo descargable - DSiWare - Consola Virtual - Game Boy - Game Boy Color - Game Boy Advance (solo Nintendo 3DS Ambassadors) - Game Gear - Nintendo Entertainment System - PC Engine (solo en Japón) - Super Nintendo (solo los modelos New Nintendo 3DS) |

## Accesorios

### Circle Pad Pro
El Circle Pad Pro puede sujetar al Nintendo 3DS, y añade un segundo círculo y unos gatillos digitales ZR/ZL. Un modelo para el Nintendo 3DS XL, el Circle Pad Pro XL, es también disponible.

### Nintendo 3DS Stand
Este accesorio vino exclusivamente con cada copia minorista de Kid Icarus: Uprising. La posición hizo el juego, y otros juegos con controles similares como Liberation Maiden, más fáciles de jugar para varios usuarios, cuando ayude gratis la tensión de suspender la consola con una entrega desde la otra mano sería utilizar el stylus en la pantalla táctil para periodos más largos que habituales.

### Lector NFC
Un lector NFC de plataforma para Nintendo 3DS, Nintendo 3DS XL, y Nintendo 2DS fue lanzado el 25 de septiembre de 2015 junto a Animal Crossing: Happy Home Designer. Este periférico deja amiibo y otro elementos basados en NFC para mantenerse en las consolas antedichas. La New Nintendo 3DS, New Nintendo 3DS XL y New Nintendo 2DS XL vienen con un lector NFC ya incorporado en la pantalla inferior.